# André Giriat
André Giriat est un rameur français né le 20 août 1905 à Villeurbanne et mort le 11 juillet 1967 à Saint-Chamond, dont la carrière de haut niveau s'est étalée sur plus d'une douzaine d'années.

## Biographie
En 1927 et 1931, Giriat et l'italien né en Suisse Anselme Brusa sont double champions de France du Deux avec barreur, ce dernier étant Pierre Brunet.
En 1931, Giriat et Anselme Brusa sont Champions d'Europe à Paris en Deux avec barreur (Giriat étant alors affilié à la "Société Nautique de la Basse-Seine" jusqu'en 1935, avant de passer au "Rowing-Club Paris").
Giriat dispute avec Brusa et Brunet l'épreuve du Deux avec barreur aux Jeux olympiques d'été de 1932 à Los Angeles, où l'équipage remporte la médaille de bronze.
En août 1935, Giriat est troisième du championnat d'Europe à Berlin, en double scull cette-fois, associé à Robert Jacquet (également parisien).
Aux Jeux olympiques d'été de 1936 à Berlin, ils se classent quatrième, en Deux de couple.
Giriat est aussi champion de France en double-scull en 1935, 1936, 1937 et 1939, avec Jacquet.
En mai 1935, Giriat et Jacquet s'imposent en double scull face à la paire Louis Hansotte-Georges Frisch (champions d'Europe 1933-1934, et champions de France 1933-1934), lors de la 30e "Journée des Fondateurs" de la Société nautique de la Basse-Seine.
En juin 1935, la paire Giriat-Jacquet remporte aussi les régates internationales de Suresnes, organisée annuellement par le Comité des régates internationales de Paris (en double-scull). En mai 1936 ils récidivent, face à Manière et Vilcot.
En septembre 1936, Giriat est deuxième de la Coupe de Paris en skiff, derrière Vincent Saurin.

## Liens externes

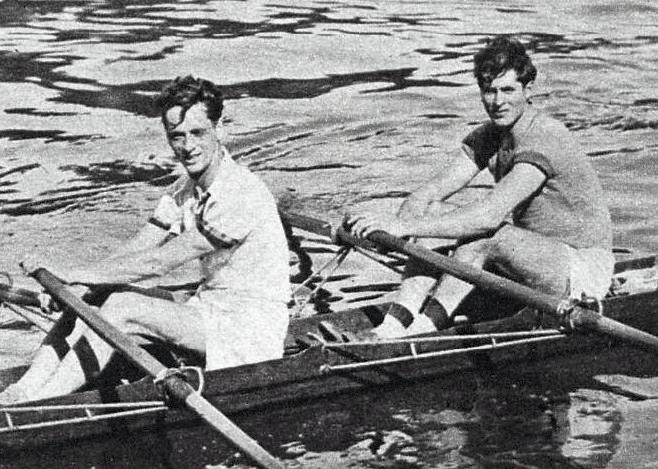
Robert Jacquet (G.) et André Giriat (D.), en juin 1935 à Suresnes.